# Кадалберто (Сондрио)
Кадалберто је насеље у Италији у округу Сондрио, региону Ломбардија.
Према процени из 2011. у насељу је живело 84 становника. Насеље се налази на надморској висини од 1670 м.